# Юлія Матту
Юлія Матту (справжнє ім'я Юлія Миколаївна Семиряд; нар.26 липня 1979, с. Гоголів, Броварський район, Київська обл.) — українська письменниця, журналістка, громадська діячка.

## Життєпис
Народилася 26 липня 1979 року в селі Гоголів Броварського р-ну, Київської обл.
Закінчила середню школу № 98 м. Києва.
1996—2001 — навчалася в Національній академії державної податкової служби (м. Ірпінь), отримала диплом за спеціальністю «правознавство».
2008—2011 — навчалася в Одеському регіональному інституті державного управління при президенті України, здобула освіту «Магістр державного управління».
З 2004 по 2014 роки працювала на державній службі в галузі соціальної політики.
З 2014 року вирішила піти з посади спеціаліста Мінсоцполітики і розпочати власну творчу і громадську діяльність.

## Творча і громадська діяльність
2016 року побачила світ її перша книжка «Жашківські равлики» і, приїхавши на презентацію в Жашків, Юлія лишається там, організувавши безкоштовну школу з вивчення англійської мови для всіх верств населення. В цьому їй допомагає директор Жашківського музею Тютюнник О. Й., надавши для освітніх зустрічей приміщення музею.
2017 року Юлія Матту займається волонтерською діяльністю в Луганській обласній молодіжній організації «АМІ-Схід». Вона навчає англійської дітей і молодь з інвалідністю (переселенців зі сходу України). За час роботи понад сто її учнів отримали базові знання мови, навчились писати, читати, чути мову і спілкуватись.
У 2018 році Юлія Матту починає працювати в Київській районній бібліотеці ім. О. Герцена на посаді бібліографа, але не полишає при цьому громадську діяльність. В бібліотеці проходять безкоштовні уроки англійської для всіх охочих. Двері бібліотеки відкриті для всіх, хто хоче поспілкуватись, порадитись і змінити докорінно власне життя. Таким чином зароджується новий соціальний онлайн-простір «Mattu-school».
Навесні 2019 року Юлія започатковує ще один авторський проект «Бібліотечний туризм», за підтримки газети «Культура і життя». Письменниця подорожує світом з метою дослідити бібліотеки інших країн, поспілкуватись з бібліотекарями світу і об'єднати ці культурні прошарки.
У 2020 році Юлія разом із Іриною Луць, очільницею української громади в Мілані заснували першу українську бібліотеку в Мілані «Biblioteca Ukraina Più — Milano». Перші книжки для бібліотеки були зібрані силами українських письменників і видавництв, які підтримали ідею і доклали власних зусиль для створення бібліотеки для української громади в Мілані.
З липня 2020 по липень 2021 року Юлія, як почесна член української громади в Мілані Ukraina Più займає посаду менеджера і організатора виставок італійського фотографа Енцо Делль'Аква «Kyiv Review — Touching the ukrainian soul» в Україні. Мета її роботи — об'єднати якомога більше творчих людей в Україні і за її межами і показати, що можливо разом створювати соціальні культурні проекти.

### Книги
- Юлія Матту. Жашківські равлики. — Київ : «Зелений пес», 2016. — 104 с. — ISBN 978-966-279-056-6.
- Юлія Матту. Багалія. — Біла Церква : «Час Змін Інформ», 2018. — 102 с. — ISBN 978-617-7477-10-4.
- Юлія Матту. Коли злітають літаки. — Біла Церква : «Час Змін Інформ», 2019. — 100 с. — ISBN 978-617-7477-54-8.
- Юлія Матту. #39.11. — Біла Церква: «Час змін Інформ», 2020. — 107 с. — ISBN 978-617-7959-02-0.
- Yulia Mattu. Bahalia. — Bila Tserkva: «Chas Zmin Inform», 2021. — 116 p. — ISBN 978-617-7959-41-9.

## Сімейний стан
Розлучена, виховує двох дітей.